# 王キョウ (衛氏朝鮮)
王 唊（おう きょう、? - 紀元前105年）は、衛氏朝鮮の国家運営にあたった4人の合議メンバー（朝鮮相路人、朝鮮相韓陰、尼谿相参、将軍王唊）の1人。官職は朝鮮の将軍。

## 概要
武田幸男は、「路人と韓陰は朝鮮の『相』、王唊は朝鮮の『将軍』であり、おのおの文事と武事を分担したとおもわれるが、そのなかに王・韓二姓がみえる。かれらは有力な亡命者、または亡命者ゆかりの人物だったとおもわれる」と述べている。また、三上次男も、王唊の「王」という姓氏から、主人である朝鮮王衛右渠と同じく、中国系の人物であることを指摘している。
衛氏朝鮮の軍事を担当していた。
紀元前109年から紀元前108年、前漢が朝鮮を討伐するために攻撃してくると、4人の合議メンバーのうち、路人、韓陰と共に朝鮮王衛右渠を残したまま降伏した。降伏後、前漢から平州侯に封じられたが、後継ぎがないまま1年後に死亡し、侯国は廃絶された。